# Mimosa barretoi
Mimosa barretoi är en ärtväxtart som beskrevs av Frederico Carlos Hoehne. Mimosa barretoi ingår i släktet mimosor, och familjen ärtväxter. Inga underarter finns listade i Catalogue of Life.